# Unterseeboot 150 (1940)
Pour les articles homonymes, voir Unterseeboot 150.
Le Unterseeboot 150 ou U-150 est un sous-marin allemand (U-Boot) de type II.D utilisé par la Kriegsmarine pendant la Seconde Guerre mondiale.
Comme les sous-marins de type II étaient trop petits pour des missions de combat dans l'océan Atlantique, il sert principalement dans la Mer du Nord.

## Historique
Mis en service le 27 novembre 1940, l'U-150 sert de sous-marin d'entrainement et de navire-école pour les équipages, d'abord au sein de la 1. Unterseebootsflottille à Kiel, puis à partir du 1er janvier 1941 dans la 22. Unterseebootsflottille à Gotenhafen, et enfin à partir du 1er avril 1945 dans la 31. Unterseebootsflottille.
L'U-150 n'a jamais été opérationnel et n'a, par conséquent, pas effectué de patrouille de guerre. Il sert à la formation des sous-mariniers jusqu'à la fin de la guerre
Le 5 mai 1945, l'U-150 se rend aux forces alliées à Heligoland en Allemagne.
Le 30 juin 1945, l'U-150 appareille vers l'Écosse (le Loch Ryan) pour prendre part de l'opération alliée de destruction massive de la flotte d'U-Boote.
L'U-150 est coulé le 21 décembre 1945 par des coups de canons du destroyer britannique HMS Onslaught et du sloop de patrouille britannique HMS Powey à la position géographique de 56° 04′ N, 9° 35′ O.

## Affectations
- 1. Unterseebootsflottille à Kiel du 27 novembre au 31 décembre 1940 (entrainement)
- 22. Unterseebootsflottille à Gotenhafen du 1er janvier 1941 au 31 mars 1945 (navire-école)
- 31. Unterseebootsflottille à Wilhelmshaven du 1er avril au 8 mai 1945 (entrainement)

## Commandements
- Oberleutnant zur See Hinrich Kelling du 27 novembre 1940 au 31 août 1942
- Oberleutnant zur See Hermann Schultz du 9 janvier 1942 à mai 1944
- Oberleutnant zur See Emil Ranzau de mai au 7 juin 1944
- Oberleutnant zur See Hunold Ahlefeld du 16 juillet au 21 décembre 1944
- Oberleutnant zur See Hans-Helmut Anschütz du 22 décembre 1944 au 31 mars 1945
- Oberleutnant zur See Jürgen Kriegshammer du 1er avril au 8 mai 1945

## Navires coulés
L'Unterseeboot 150 n'a ni coulé, ni endommagé de navire ennemi, car il n'a pas effectué de patrouille de guerre et a été cantonné à un rôle d'entraînement et de navire-école

### Sources
- (en) Cet article est partiellement ou en totalité issu de l’article de Wikipédia en anglais intitulé « German submarine U-150 (1940) » (voir la liste des auteurs).